# Drop bear
Pour le client et serveur SSH, voir Dropbear.

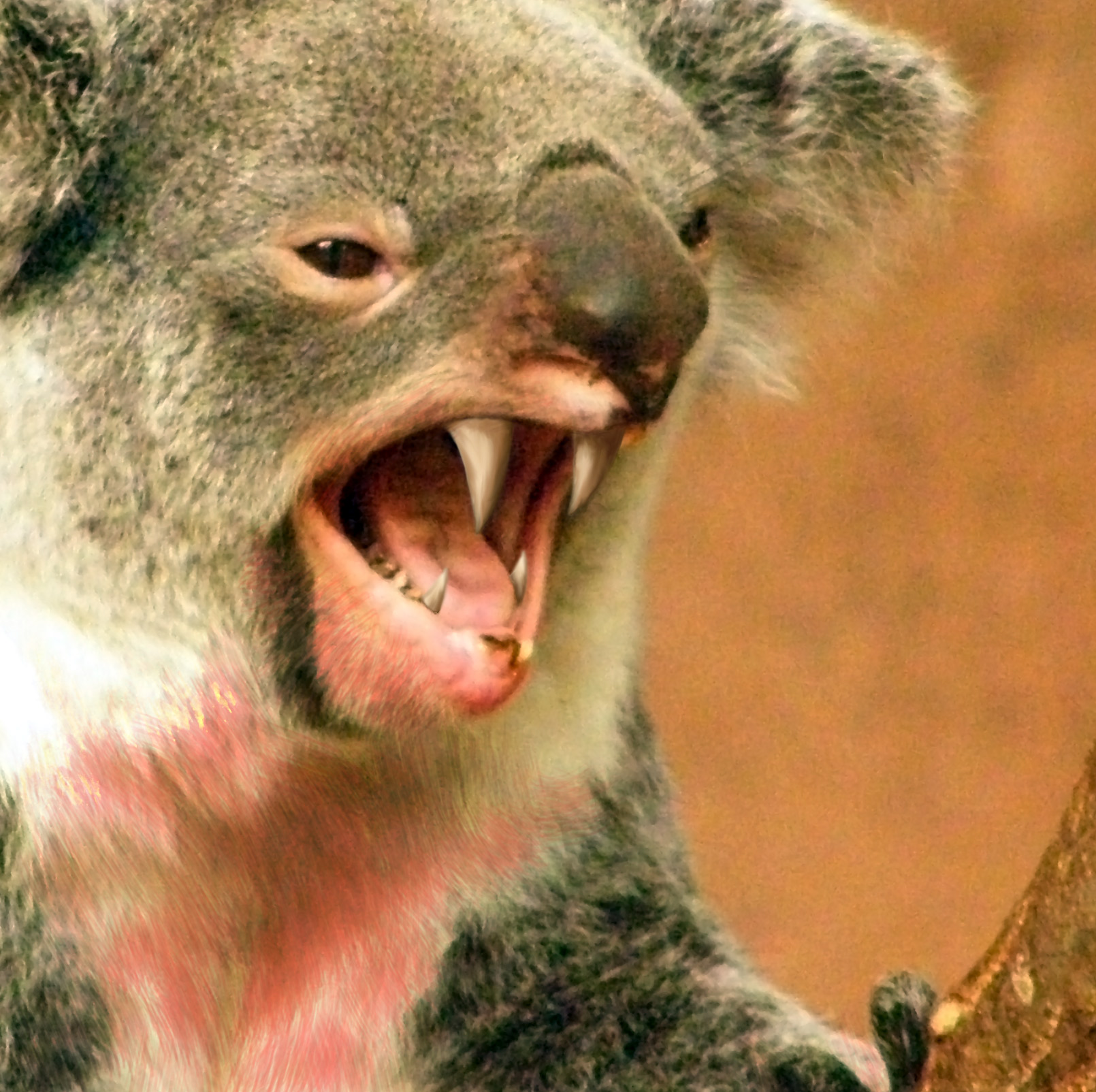
Vue d'artiste d'un drop bear.

Le drop bear est un animal imaginaire du folklore australien. Il s'agit d'un koala prédateur et carnivore. On le retrouve dans des récits exagérés destinés à effrayer les touristes. Alors que les koalas sont des herbivores dociles, les drop bears sont décrits comme des marsupiaux anormalement grands et vicieux. Ils vivent à la cime des arbres et attaquent leurs proies insouciantes en se jetant sur leur tête,,,.

## Récits
Les histoires de drop bears sont une blague d'initié destinée à effrayer et tromper les étrangers tout en amusant les locaux, comme les récits concernant le dahu, le haggis sauvage et d'autres bêtes mythiques. Les touristes sont la principale cible de ce type d'histoires. Ces récits sont accompagnés de prétendus conseils pour éviter les attaques de drop bears : placer des fourchettes dans ses cheveux, appliquer de la vegemite ou du dentifrice derrière les oreilles ou sous les aisselles et parler avec un accent australien,,[réf. nécessaire].
Un épisode de Nature's Weirdest Events de 2016 émit l'hypothèse que l'origine de ces légendes pourrait être le lointain souvenir d'une rencontre des aborigènes avec Thylacoleo carnifex, lion marsupial désormais éteint : une peinture aborigène représenterait un Thylacoleo se tenant sur une branche d'arbre.

## Popularisation
Le site de l'Australian Museum contient une fiche pour le drop bear, rédigée sur un ton sérieux similaire à celui utilisé pour d'autres fiches pour des espèces réelles. La fiche indique le nom latin Thylarctos plummetus ; le nom du genre combinant Thylacine et Phascolarctos. L'animal est décrit comme « un grand prédateur marsupial arboricole lié au koala », de la taille d'un léopard et avec une fourrure orange épaisse et des marbrures sombres. Ses avant-bras sont puissants, idéal pour grimper et attaquer ses proies, et sa mâchoire est constituée de larges prémolaires puissantes au lieu de canines. Il y est précisé qu'il pèse 120 kg et mesure 130 centimètres. Cette fiche humoristique a été créée pour le « silly season », en décembre 2010. L'Australian Museum a aussi exposé des objets qui « pourraient, ou non, être liés aux drop bears ».
Australian Geographic a publié un article le 1er avril 2013 affirmant que des chercheurs avaient découvert que les drop bears étaient plus susceptibles d'attaquer les touristes que des personnes avec un accent australien. L'article était illustré à partir d'un autre article de l’Australian Geographer mais la description ne correspondait pas à celle de l'Australian Museum,,.